# George Best
George Best (Belfast, 1946. május 22. – London, 2005. november 25.) aranylabdás, BEK-győztes, kétszeres angol bajnok északír válogatott labdarúgó, aki támadó középpályásként vagy szélső támadóként szerepelt csapataiban. A World Soccer Magazine által összeállított 20. század 100 legnagyszerűbb játékosa listáján a Puskás Ferenc utáni előkelő 8. helyet kapta.
Pályafutása legnagyobb részét, és egyben legsikeresebb éveit a Manchester United csapatánál töltötte. Amikor az angolok játékosmegfigyelője 1961-ben felfedezte, táviratot küldött Matt Busbynek, ami a következőképpen szólt: „Azt hiszem, találtam egy zsenitǃ” A klub színeiben tizenegy idény alatt minden tétmérkőzést figyelembe véve 470 összecsapáson 179 gólt szerzett, és egymást követő hat idényben volt a klub házi gólkirálya. 1968-ban Bajnokcsapatok Európa-kupáját nyert, és megkapta az Aranylabdát.
Generációjának kiemelkedő játékosai közé tartozott, a labdarúgás történetének egyik legjobban cselező, legtechnikásabb játékosa. Játékstílusa ötvözte az ügyességet, a cselezőkészséget és a gyorsaságot. Best 1974-ben váratlanul bejelentette, hogy megválik a Manchester Unitedtől, és ezt követően több, többnyire tehetségéhez méltatlan együttesnél játszott, legfeljebb két szezont. Pályafutását végleg 1984-ben, 37 évesen fejezte be. Az északír válogatottban 37 mérkőzésen kilencszer volt eredményes, azonban sohasem játszhatott világ, vagy Európa-bajnokságon.
Best volt az első mai értelemben véve is sztár labdarúgó, egyfajta playboy, akiért rajongtak a nők és a férfiak is egyaránt, 1966-ban kapta az „El Beatle” becenevet, viszont később ez az extravagáns életmód vezetett a problémákhoz, legfőképp alkoholizmusához, amelytől élete végéig szenvedett. Életének ezen kettőssége a mai napig ellentmondásossá teszik megítélését. Karrierjéről egyszer így nyilatkozott: „Rengeteg pénzt költöttem piára, nőkre és gyors autókra. A többit egyszerűen csak elherdáltam.” Visszavonulása után egy ideig televíziós szakértőként dolgozott, de életvitele és egészségi problémái ekkor már nagyban hátráltatták. 2002-ben májátültetésen esett át, de alkoholfüggőségét nem tudta legyőzni. 2005-ben, 59 évesen halt meg tüdőfertőzés és többszervi elégtelenség következtében.
Best kétszer nősült meg, két korábbi modell volt a felesége: 1978-tól Angie Best (Angela MacDonald-Janes), akitől 1986-ban vált el, majd 1995-ben Alex Bestet (Alex Pursey) vette feleségül, 2004-ben ez a házasság is felbontásra került. 1981-ben egy gyermeke született, Calum Best televíziós műsorvezető és modell.
Még életében, 1999-ben a 20. század 100 legnagyszerűbb játékosa közé választotta a World Soccer magazine, a nyolcadik helyen, a Nemzetközi Labdarúgás-történeti és -statisztikai Szövetség a 16. helyen, és 2004-ben a brazil kiválóság, Pelé is helyet adott neki a FIFA 100 listán. Ekkor a „Fekete Gyöngyszem” kijelentette: „George Best volt a világ legnagyobb játékosa”, amit maga az érintett úgy kommentált: "Pelé, a világ legnagyobb labdarúgójának nevezett, ez az életművem előtti végső tisztelgés." Mark Garnett és Richard Weight így vélekedett Bestről: „Egy csodálatos játék csodálatos képviselője volt."
Ő volt a legjobb futballista, akit valaha láttam. Nemzetközi elismertségét gátolta, hogy hazája, Észak-Írország válogatottja nem játszott jelentős szerepet a világeseményeken.

## Családja és gyermekkora

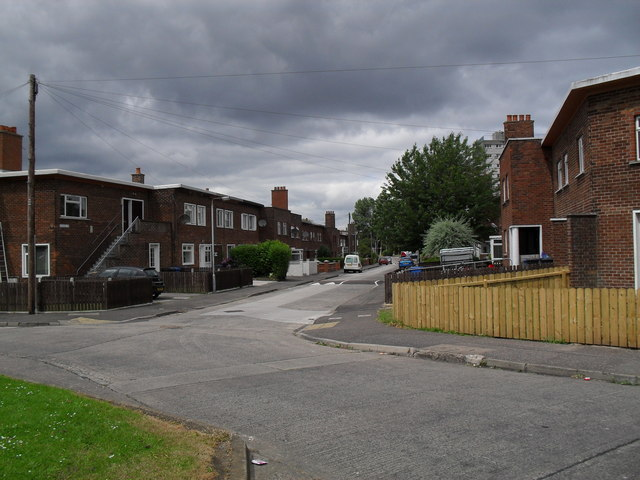
A Best család otthona Cregaghben, Kelet-Belfast területén

George Best Richard "Dickie" Best (1919–2008) és Anne Best (szül. Withers; 1922–1978) elsőszülött gyermeke volt. 1946. május 22-én született Cregaghban, Kelet-Belfast területén. Fiatal korában presbiteriánus neveltetésben részesült. Best, akinek négy húga, Carol, Barbara, Julie és Grace, és egy öccse, Ian (Ian Busby Best) volt, többször hangsúlyozta, hogy milyen sokat jelentett számára az otthoni környezet. Apja 2008. április 16-án, 88 éves korában halt meg a dundonaldi Ulster Kórházban, Észak-Írországban. Anyja, Anne alkoholizmussal összefüggő szív- és érrendszeri betegségek következtében hunyt el 1978-ban, 55 éves korában.
1957-ben 11 évesen a Grosvenor High School (általános iskola) tanulója lett, ám hamar iskolakerülővé vált, és inkább rögbizett. Amikor a Lisnasharragh Gimnáziumba került, akkor adódott lehetősége először, hogy komolyabban foglalkozzon a labdarúgással.

## Pályafutása

### Manchester United
Tizenöt éves volt amikor Bob Bishop, a Manchester United játékosmegfigyelője felfedezte, majd táviratozott Matt Busbynek: „Azt hiszem, találtam egy zsenitǃ” Korábban az északír Glentoran elutasította a jelentkezését, mondván túl kicsi és vékony. Eleinte honvágy gyötörte, két nap múlva már hazautazott Belfastba. Két évet töltött a United tartalékcsapatában, a manchesteri hajócsatornákban dolgozott kifutófiúként, ez némi pénzzel és heti két hazalátogatási lehetőséggel járt.
1963. szeptember 24-én debütált a felnőttek között az élvonalban, mindössze 17 évesen a West Bromwich Albion elleni bajnokin (1–0). December 28-án a Burnleynek rúgta első gólját, azonban ebben a szezonban többnyire még a tartalékok között kapott lehetőséget, Busby 26 bajnokin küldte pályára az ifjú Bestet, aki hat találattal hálálta meg mindezt. A csapat második lett a bajnokságban, az FA-kupában pedig az elődöntőben búcsúztak. Best az FA Youth Cup elhódításával vigasztalódhatott.
Bár ellenfelei gyakran durva játékkal megpróbálták megfélemlíteni, Busby biztosította, hogy a „heves, néha brutális” edzések még hasznára válnak, hogy megbirkózzon a kemény kihívásokkal. Az 1964–65-ös idény volt az első teljes szezonja a felnőttek között, és egyből bajnoki címet ünnepelhetett. Az összes tétmérkőzést figyelembe véve 59 mérkőzésen 14 gólt lőtt, és fontos találatot szerzett a Liverpool FC elleni szuperkupa mérkőzésen is, valamint a nagy rivális Leeds United elleni 1–0-ra megnyert bajnokin az Elland Roadon.

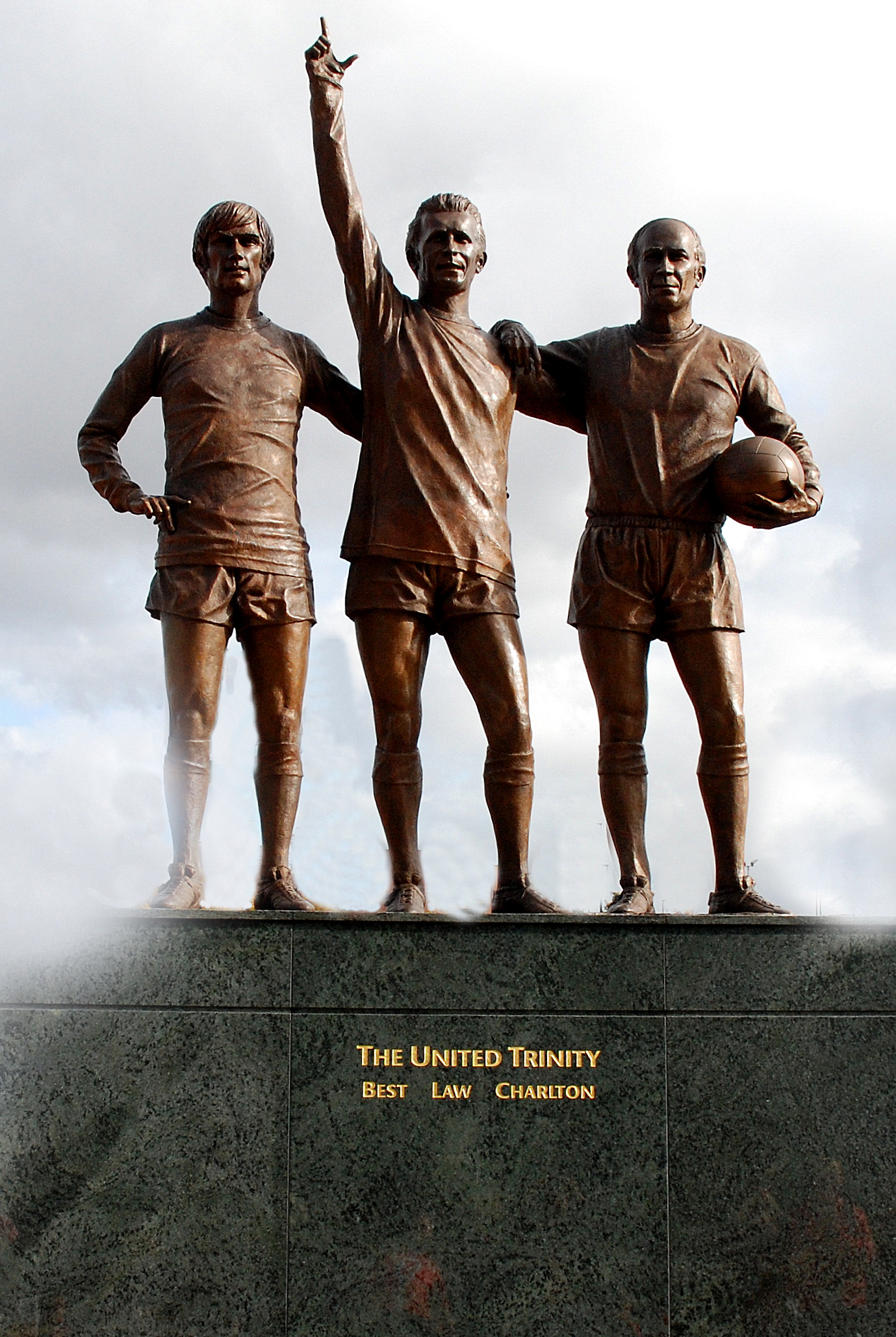
A United Trinity, a három aranylabdás: (balról) George Best, Denis Law, és Bobby Charlton közös szobra az Old Traffordon

Akkor vált hirtelen egy csapásra sztárrá, amikor az SL Benfica elleni Bajnokcsapatok Európa-kupája negyeddöntőben két gólt szerzett az Estádio da Luzban 1966. március 9-én. A portugál média nevezte el „O Quinto Beatle”-nek, azaz „az ötödik Beatle”-nek, majd Angliába visszatérve Bestet lefényképezték egy sombreróban, a másnapi címlapokon pedig ez állt, „El Beatle”. Mindössze 19 évesen lett a média és a közönség nagy kedvence, becézték még „Belfast Boy”-nak, vagy egyszerűen csak Georgie-nak, Best azonban egy jelentős trófeát sem nyert az 1965–66-os idényben. Március 26-án megsérült a térde, több mérkőzésen így lépett pályára, majd hosszú kihagyás és otthoni kezelések vártak rá, végül 1966. április 13-án léphetett ismét pályára.
Az 1966–67-es szezon végén ismét bajnoki címet ünnepelhetett, négy ponttal előzték meg a tabella élén a legfőbb rivális Nottingham Forestet, Best 45 mérkőzésen tízszer talált az ellenfelek hálójába. Ezt követően a Tottenham ellen is góllal járult hozzá a Charity Shield megnyeréséhez. "Minden évben bajnok akarok lenni, mindent megnyerni a hazai porondon, ez tesz boldoggá" nyilatkozta később. A Liverpoolnak kétszer, a Newcastlenek háromszor talált be. Az ezt követő 1967–68-as idényben a United és Best is felért Európa csúcsára. Az 1967–1968-as bajnokcsapatok Európa-kupája sorozat második körében szinte egymaga verte a bosnyák FK Szarajevót, majd a következő körben a lengyel Górnik Zabrze ellen is nagyszerű teljesítményt nyújtott. A Real Madrid elleni elődöntőben a madridi visszavágón főleg az ő és a kapus Alex Stepney teljesítményének köszönhette a United a továbbjutást, Best a mérkőzés hajrájában adott gólpasszt Bill Foulkesnak. A döntőben a portugál SL Benfica ellen a Manchester United sima 4-1-es győzelmet aratott, nagyban a gólt szerző és gólpasszt adó Best produkciójának köszönhetően. Ez volt a csapat addigi legnagyobb sikere, valamint az első nemzetközi kupagyőzelme, pontosan tíz évvel a müncheni légikatasztrófa után.
Egy nappal a Real Madrid elleni elődöntő után kapta meg az év játékosa díjat, majd megkapta az Aranylabdát is. A szavazáson Bobby Charltont, Franz Beckenbauert és Dragan Džajićot előzte meg. Ezzel mindössze 22 évesen a futballvilág három jelentős elismerésével rendelkezett, (Aranylabda, Bajnokcsapatok Európa-kupája, év játékosa díj) azonban innentől teljesítményében folyamatos hanyatlás következett.
Az 1968–69-es idényben a United mindössze a 11. helyen zárta a bajnokságot, az idény végén Matt Busby bejelentette a visszavonulását. „Egyre inkább az volt az érzésem, hogy időnként én vittem a csapatot a vállamon a pályán.” nyilatkozta erről Best, aki 55 tétmérkőzésen 22 alkalommal volt eredményes a szezonban. Az Interkontinentális kupa döntőjében alulmaradtak az Estudiantes de La Plata csapatával szemben, azonban a párharc az argentinok durvaságáról maradt emlékezetes. Címvédőként a BEK-ben az AC Milan állította meg őket, miután addig viszonylag könnyebb ellenfeleket búcsúztattak.
Wilf McGuinness irányításával a következő bajnokságot a nyolcadik helyen zárták, Best 23 bajnoki gólt termelt, valamint a Northampton Town ellen hat gólt rúgott az FA-kupában 1970. február 7-én. 2002-ben egy brit közönségszavazáson ezt a Best-féle teljesítményt a 26. helyre tették a 100 legnagyobb sportpillanat listáján.
1970 decemberében Busby visszatért a csapathoz, ennek ellenére az 1970–71-es szezont is trófea nélkül zárták, és Best magatartásával is egyre több probléma akadt.
Frank O’Farrell vezetésével a nyolcadik helyen fejezték be a következő idényt, Best sorozatban hatodik szezonjában lett csapata házi gólkirálya, 54 mérkőzésen lőtt 27 góljával. Mesterhármast szerzett a West Ham és a Southampton ellen, a Sheffiel United elleni bajnokin pedig négy védőt cselezett ki mielőtt a hálóba lőtt. Egyre többször mulasztott edzéseket, volt, hogy hetekig nem jelent meg egyetlen edzésen sem, majd az idény végén bejelentette visszavonulását.
A United hanyatlása folytatódott az 1972–1973 szezonban, miután az utánpótlásból alig, vagy csak kevésbé tehetséges játékosok érkeztek. Best decemberben ismét eltűnt, majd Londonban tűnt fel az éjszakai életben, és miután Tommy Docherty vette át a csapat irányítását másodszor is bejelentette visszavonulását, majd áprilisban újra edzésre jelentkezett.
Utolsó mérkőzése a Manchester Unitedben 1974. január 1-jén a Queens Park Rangers elleni bajnoki volt a Loftus Roadon. Három nap múlva nem jelent meg a klub edzésén, majd azzal vádolta Tommy Dochertyt, hogy többször is ellenségesen viselkedett vele. Később lopás vádjával letartóztatták, nélküle a United pedig kiesett az 1973-74-es szezon végén. George Best a csapatnál töltött tizenegy év alatt 470 tétmérkőzésen 179 gólt szerzett, távozása után azonban hanyatlásnak indult karrierje és már csak alkalmanként tudta megvillantani kivételes képességeit.

### Kései évek
1974-ben öt mérkőzés erejéig játszott a dél-afrikai Jewish Guild együttesében, ez idő alatt pályára lépéseivel ezreket vonzott a lelátókra.
1975 decemberében a Cork Celtic, majd a következő év januárjában az ír Drogheda United csapatában tűnt fel. Mindössze három bajnokin lépett pályára, és annak ellenére, hogy itt is jelentős közönséget vonzott, teljesítménye elmaradt a várttól, így a szerződését nem hosszabbították meg.
Az 1976–77-es idényt az akkor másodosztályú Fulhamnél töltötte, és felvillantott valamit képességeiből. 1976. szeptember 25-én emlékezetes teljesítményt nyújtott a Hereford United ellen. Best később úgy nyilatkozott, hogy élvezte az itt töltött időt, annak ellenére is, hogy semmilyen trófeát nem nyert a Craven Cottagen.
Az Egyesült Államokban három klubban játszott, a Los Angeles Aztecs, a Fort Lauderdale Strikers és a San Jose Earthquakes mezét viselte hosszabb-rövidebb ideig. Az Aztecnél töltött első idényében 24 mérkőzésen 15 gólt szerzett. Menedzserével, Ken Adamsszel a hetvenes években pubot nyitott a kaliforniai Hermosa Beachen, a "Bestie Beach Club" pedig még az 1990-es években is működött.
Nagy feltűnést keltett amikor 1979-ben visszatért a skót Hibernianhez, főleg azért, mert a klub abban az időben a kiesés elől menekült. Bestnek sem sikerült megmenteni a „Hibs”-et, azonban első mérkőzésén újra hatalmas érdeklődés övezte a játékát, abban az idényben megnégyszereződött a klub mérkőzéseinek látogatottsága. Itt történt az a híres eset amikor egy hétre eltűnt egy francia rögbicsapat tagjaival akik éppen ott játszottak mérkőzést, majd egy hét masszív ivászat után jelentkezett ismét edzésre. 1982. augusztus 20-án 20 percet játszott egy amatőr csapat mérkőzésén, a meccs bevételeiből pedig köztartozásait fizette.
Visszatért a San Jose Earthquakeshez, majd miután itt remek teljesítményt nyújtott, (25 mérkőzés 33 gól) új együttes után nézett. 1981-ben részt vett a Bolton nem hivatalos túráján, majd három mérkőzést játszott a hongkongi Sea Bee és Hong Kong Rangers színeiben is.
1982 decemberében aláírt az akkor harmadosztályú Bournemouthhoz, az 1982-83-as szezonban még pályára lépett, majd az idény végén 37 évesen visszavonult, pontosan húsz évvel azután, hogy bemutatkozott a Manchester Unitedben.

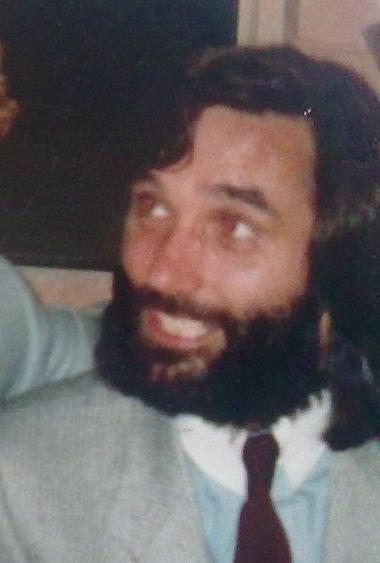
Best Ausztráliában 1982-ben

1983-ban barátságos mérkőzéseken még pályára lépett. 1988. augusztus 20-án búcsúmérkőzést rendeztek a tiszteletére, az ünnepi hangulatú találkozón megjelent többek közt Matt Busby, Jimmy Murphy, Bob Bishop, Pat Jennings és Liam Brady. Best kétszer talált a hálóba, először egy tizenhatoson kívüli lövés után, majd a mérkőzés hajrájában büntetőből volt eredményes.

### Válogatott szereplése
George Best volt az egyik legtehetségesebb játékos a futballtörténelemben és talán a legjobb futballista, aki nem jutott el a világ egyik legfontosabb tornájára.
Első válogatott szereplése az északír válogatottban 1964. április 15-én volt, amelyben pályafutása során 37 alkalommal lépett pályára, és kilenc gólt szerzett. 1971. május 15-én szerezte talán a legemlékezetesebb találatát a nemzeti együttesben, amikor az angolok elleni mérkőzésen a kirúgáshoz készülődő Gordon Banks kezéből kirúgta a labdát, majd a felperdülő labdát az üres kapuba továbbította. Alastair McKenzie játékvezető érvénytelenítette a gólt.
„George Best! Ő csodálatos volt. Hihetetlen! Harminc évvel megelőzte a korát. Az a fickó ha ma játszana pppphhhhwwwww …"– José Mourinho.
Egyre inkább ingadozó formája elején még az 1970-es években is rendszeresen meghívót kapott a válogatottba, Billy Bingham az 1982-es világbajnokságra is nevezte volna, azonban akkor már egészségi állapota ezt nem tette lehetővé, és már 36. életévében járt.
2005-ben, nem sokkal halála előtt kijelentetteː „Én mindig hittem, hogy az adott korban Észak-Írországnak volt néhány nagyszerű világklasszis játékosa. Még mindig remélem, hogy még az én életemben ez újra így lesz.”

## Játékstílusa
A statisztikák is érzékeltetik manchesteri pályafutásának jelentőségét, azt hogy miért tekintette hősnek, és rajongott érte egy egész nemzedék, arról inkább filmfelvételek árulkodnak. Kiismerhetetlenül cselezett és mikor megindult a kapu elé, többnyire szabálytalanul sem tudták megállítani, a szélvész gyors Best pedig többnyire csak akkor lőtt a hálóba, ha már a kapust is kicselezte.

## Magánélete
George Best

Probléma esetén lásd:Médiafájlok kezelése.
Nagyon fiatalon a Manchester Unitedhez került, eleinte mint egy félős tinédzser úgy viselkedett, és erős honvágy is kínozta. Később éppen extravagáns megjelenése, életstílusa, hosszú haja miatt lett híres, olyannyira, hogy 1965-ben bekerült Top of the Pops tévéműsorba.
1973-ban Manchesterben, a város egyik előkelő kerületében a régi Waldorf Hotel helyén saját éttermet, majd Mike Summerbeevel társbérletben butikot nyitott. Unokatestvérét, Gary Reidet az 1974-es belfasti utcai zavargások során lelőtték.
1978. január 24-én feleségül vette Angela MacDonald-Janest. Ez idő tájt pályája csúcsa után már az amerikai félprofi bajnokságban játszott a Los Angeles Aztecs csapatában. 1981-ben született egyetlen gyermekük, Calum, majd a következő évben szétköltöztek és 1986-ban véglegesen is elváltak.
1995-ben újra megnősült, ezúttal Alex Purseyt vette el, azonban 2004-ben tőle is elvált, gyermekük nem született. „Bestie" című, 1998-ban kiadott önéletrajzi könyvében Alex azt állította, hogy Best több alkalommal is ököllel verte. Később kiderült, korábban is előfordult, hogy bántalmazta a barátnőjét, 1972 novemberében pedig őrizetbe vették miután egy bárban eltörte Stevie Sloniecka pincérnő orrát. 1973 januárjában felmentették a vádak alól, miután arra hivatkozott, hogy erősen ittas állapotban követte el tettét.
Pályája csúcsán, 1960 és 1970 között reklámarca volt a Cookstown kolbásznak és több reklámban is szerepelt a tévében. 2007-ben a sertéshús gyár emléktáblát helyezett el Tyrone városában a tiszteletére.
Az 1971-es Percy című brit vígjátékban saját magát alakította. 1974-ben Mary Stävinnel készített egy fitness albumot. Halála után Brian Kennedy és Peter Corry kiadott egy emlékalbumot George Best – A Tribute címmel. 2007-ben a GQ magazin beválasztotta az elmúlt ötven év ötven legstílusosabb férfia közé. Szerepelt az Electronic Arts népszerű futball szimulációs játékában a FIFA 16 Ultimate Team Legends-ben.
Pályafutásuk csúcsán is töredékét keresték a játékosok a mai labdarúgókénak, azonban Best így is jelentős vagyonra tett szert, de élete során az egészet elveszítette. Amikor megkérdezték tőle mi lett azzal a rengeteg pénzzel, így felelt: „Rengeteg pénzt költöttem piára, nőkre és gyors autókra. A többit egyszerűen csak elherdáltam."

### Alkoholizmusa
„Nagy ajándékot kaptam a sorstól, hogy ilyen tehetséggel születtem. Én mindig győzni akartam a pályán, mint ahogy már gyerekként a faluban, ahol felnőttem, a srácok között." – Best a pályán és azon kívüli viselkedéséről.
Már befutott játékosként így nyilatkozottː „1969-ben lemondtam a nőkről és az alkoholról. Életem legrosszabb húsz perce volt". Nem véletlen, hogy már manchesteri időszaka alatt is kezelhetetlen magatartásúnak tartották, állandó problémái adódtak az éjszakai életben, és súlyos alkoholista lett. Botrányai évtizedeken át olvashatóak voltak az újságokban. 1981-ben az Egyesült Államokban pénzt lopott a mellette ülő nő táskájából. „Ültünk a bárban egy strandon és amikor kiment WC-re én odahajoltam a táskájához és kivettem az összes pénzét." – vallott később az esetről. 1984 karácsonyán börtönbe került ittas vezetésért, így az ünnepeket is rács mögött töltötte, viszont a legendával ellentétben sohasem futballozott a börtöncsapatban. 1990-ben a BBC-n futó Wogan talkshowban élő adásban erősen ittasan jelent meg, majd közölte a műsorvezetővel, hogy: „Terry, szeretek dugni." Később bocsánatot kért tettéért.
Megpróbálkozott az anonim alkoholisták segítségével is a leszokáshoz, de személyiségétől távol állt az, hogy idegenek előtt megnyíljon, inkább tettette, hogy kontrollálni tudja függőségét. Egy évben többször is elment különféle klinikákra, hogy méregtelenítse magát, de egy-egy ilyen alkalom után rosszabbul érezte magát és volt olyan is, hogy egy ilyen kezelés közben is ivott. Több alkalommal is hosszabb időre letette a poharat, de ezek az időszakok mindig több napos italozással értek véget, előfordult, hogy azért ivott, hogy megünnepelje egy éves önmegtartóztatását. Megpróbálta a legkorszerűbb leszoktató segédleteket, a gyomrába alkoholtaszító tablettát ültettek, leszokást segítő gyógyszereket szedett, és bár tisztában volt vele, hogy iszonyatos fájdalmakat fog átélni, ezekre is ráivott. Szenvedett az elvonási tünetektől, napokig reszketett, remegett a keze, izzadt és a szívverése is heves lett.
„Ha alkoholista vagy, az ital jelenti az egész életed. Semmi más sem számít. Mielőtt bementem volna a kórházba, vagy ittam, vagy éppen az iváson gondolkodtam. De nem hittem el, hogy ez nagy probléma, mert egészen normális életet éltem, és jól is kerestem."
2000 márciusában súlyos májkárosodást diagnosztizáltak nála, 2002-ben májátültetéssel mentették meg az életét, azonban az ivást nem tudta abbahagyni és tönkrement szervezete a 2005. novemberi tüdőgyulladását már nem bírta ki.

## Halála

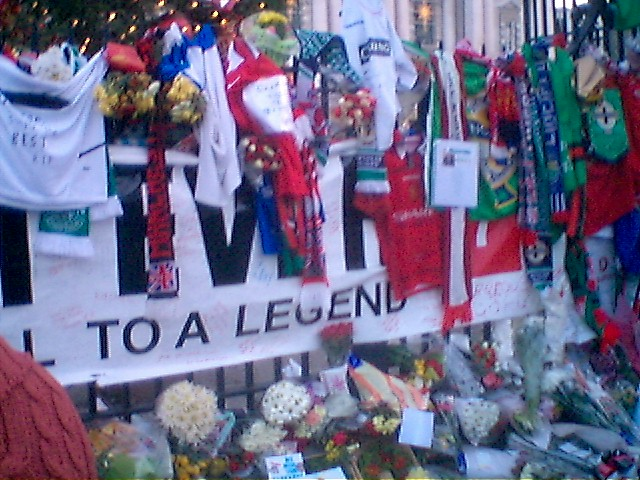
Belfast City Hall, a Bestet gyászolók virágai és koszorúi

Best műtétje után egyre romló egészségi állapota ellenére is tovább ivott, azonban 2005. október 3-án elismerte, hogy kezelésre szorul, ezért már súlyosan leromlott egészségi állapotban a londoni Cromwell  kórházba szállították. Szenvedett a veséjét ért fertőzés miatt kapott immunerősítők mellékhatásaitól, folyamatosan gyógyszerezték, hogy alkalmas legyen egy újabb májátültetésre. Október 27-én újságírók már azt írták, elbúcsúzott a családjától, valamint Bobby Charlton és Denis Law, a legendás manchesteri trió másik két tagja is meglátogatta.
November 20-án, néhány nappal a halála előtt, kérésére az egyik angol újságban, a News of the Worldben megmutatták a sárgaságtól megkínzott haldokló fényképét „Ne halj meg úgy, mint én" címmel, ezzel próbálva hatni az alkoholizmusba sodródó fiatalokra. 2005. november 25-én a kezelések abbahagyása után tüdőfertőzés és többszervi elégtelenség miatt 59 éves korában meghalt.

### Temetése

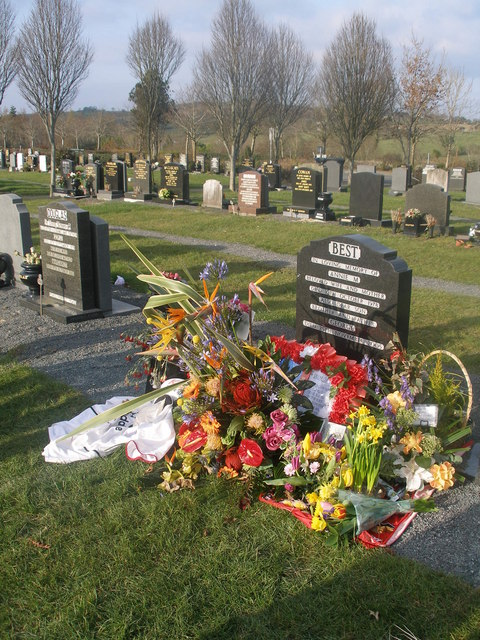
Best sírja a Roselawn temetőben, Belfastban

2005. december 3-án délelőtt tíz órakor a Cregagh Roadról, a családi házból indult utolsó útjára a Belfastban található Roselawn temetőbe. A Best család utcájának végében kifeszítettek egy drapériát a következő felirattal: „Maradona good, Pelé better, George Best". Koporsóját régi klubtársak és a családtagok vitték és tízezrek kísérték (a rendőrségi jelentés szerint 75 000 és 100 000 körüli tömeg volt jelen) az öt kilométerre lévő északír parlament elé. A gyászszertartáson megjelent az akkori miniszterelnök Billy Bingham, egykori csapattársai közül pedig többek közt Derek Dougan, Peter McParland, Harry Gregg, Gerry Armstrong és Denis Law. Délelőtt 11 órakor kezdődő temetését a BBC One és sok más tévétársaság élőben közvetítette. George Best földi maradványait később elhamvasztották, majd édesanyja mellé temették egy privát családi szertartás keretében.

## Emlékezete

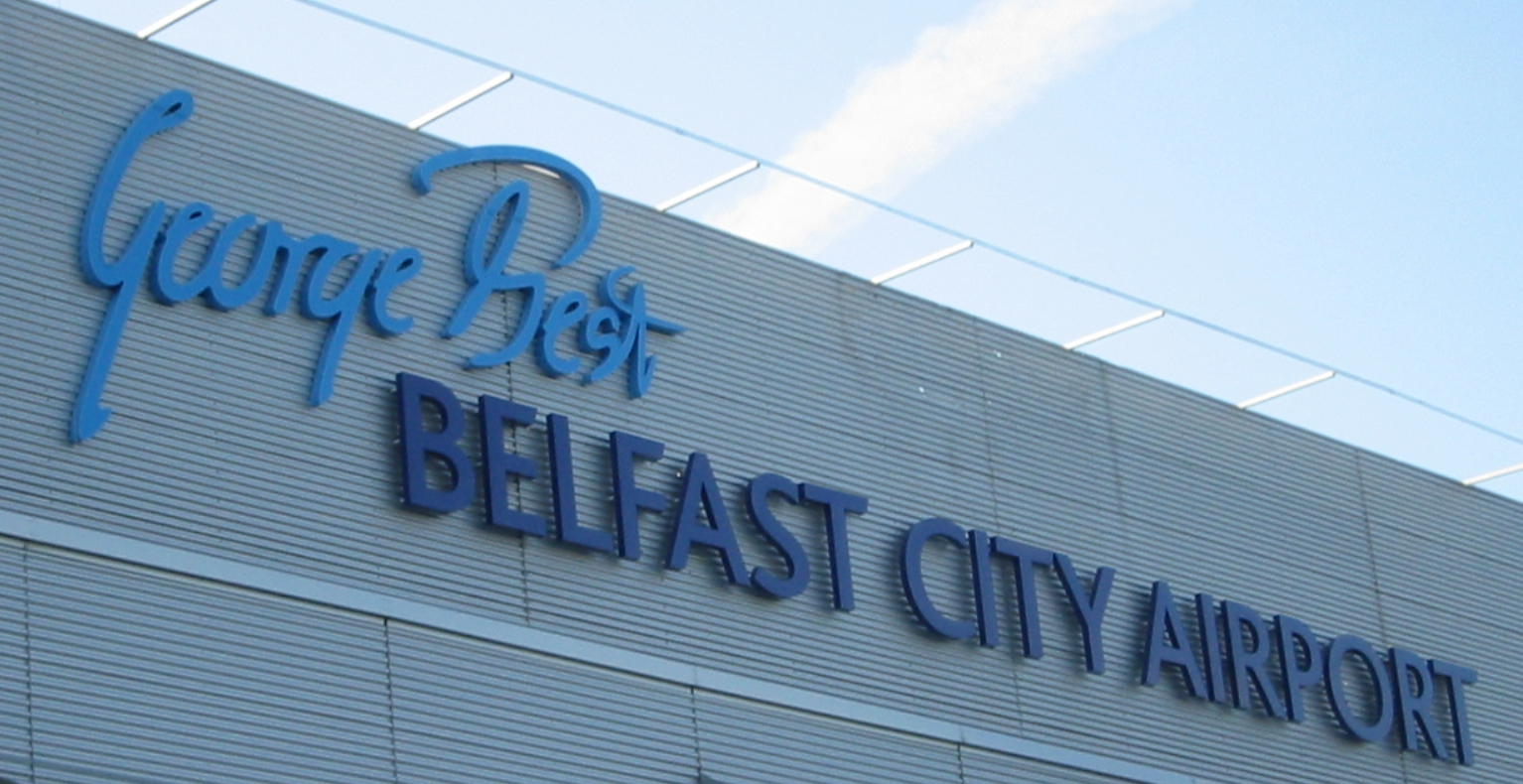
Halála után róla nevezték el a belfasti repteret

Halála után a belfasti városi repülőteret a család jelenlétében, ünnepélyes keretek között a tiszteletére átnevezték, így az Best 60. születésnapja, 2006. május 22. óta az ő nevét viseli. Egy közvélemény kutatás szerint az emberek 52%-a támogatta a megemlékezés ilyen módját. Peter Robinson, aki a Demokratikus Unionista Párt színeiben a város ezen részén képviselőként dolgozott amondó volt, hogy inkább a nemzeti stadion vegye fel az északír legenda nevét.
„A lába olyan technikás volt és érzékeny, mint egy zsebtolvaj keze, ahogy a legnagyobb nyomás alatt is irányította és birtokolta a labdát, az döbbenetes volt. A technikai tudása és gyorsasága zavarba ejtő volt ... és az egyensúly érzéke, akár Isaac Newton és az alma ".- Hugh McIlvanney sportújságíró.
2006 júniusa óta a George Best Alapítvány támogatja a fiatalokat az egészséges és sportközpontú élet elkezdésében, valamint segítséget nyújt a drog- és alkoholfüggőségben szenvedőknek. Halálának első évfordulóján az Ulster Bank egymillió darab ötfontos bankjegyet adott ki a képmásával.
2006 decemberében gyűjtést kezdtek szervezni hazájában, hogy életnagyságú bronzszobrot emelhessenek a tiszteletére. A szobor végül elkészült, a belfasti városházán állították fel.
Több későbbi, a világ labdarúgásának legnagyobbjai közé tartozó futballista, így Pelé, Johan Cruijff, Diego Maradona és Éric Cantona is a valaha volt legnagyobb labdarúgónak nevezte.
„George játéka inspirált fiatal koromban. Játéka színes és izgalmas volt, képes volt magával ragadni a csapattársakat. Azt gondolom nagyon hasonlítottunk egymásra, képesek voltunk varázsolni a pályán." – Diego Maradona
„Szeretném ha George helyet szorítana nekem ott fent a csapatában." – Éric Cantona
„A Manchester Unitednél Éric Cantona példáján tanultuk meg, hogy egyeseket máshogy kell kezelni, engedményeket kell tenni nekik. Lehet, hogy ha nem ellenségesen közeledtünk volna George-hoz – miként például én tettem –, és inkább segítettünk volna egyengetni az útját, ma más lenne a helyzet. Ki tudja?" – Bobby Charlton
„1964 és 1969 között George volt a legkitűnőbb játékos az országban. Pokolian fájdalmas ezt kimondani, de a legjobb énjét nem is láthattuk." – Denis Law
2006 novemberében jelentették be a Manchester United vezetői, hogy szobrot emelnek a Charlton, Best, Law trió emléke előtt tisztelegve az Old Trafford bejárata előtt.
2010-ben Best relikviáit, emlékérmeit, köztük az 1968-as bajnoki címért kapott aranyérmet és az Év játékosa díjat elárverezték.
2020 decemberében egy árverésen tizenháromezer fontért (ötmillió forint) kelt el az első válogatott mérkőzésén viselt meze.

## Statisztika
| Klub                     | Szezon           | Bajnokság     | Bajnokság | Kupa          | Kupa  | Ligakupa      | Ligakupa | Nemzetközi kupa | Nemzetközi kupa | Egyéb         | Egyéb | Összesen      | Összesen |
| Klub                     | Szezon           | Pályára lépés | Gólok     | Pályára lépés | Gólok | Pályára lépés | Gólok    | Pályára lépés   | Gólok           | Pályára lépés | Gólok | Pályára lépés | Gólok    |
| ------------------------ | ---------------- | ------------- | --------- | ------------- | ----- | ------------- | -------- | --------------- | --------------- | ------------- | ----- | ------------- | -------- |
| Manchester United        | 1963–64          | 17            | 4         | 7             | 2     | –             | –        | 2               | 0               | 0             | 0     | 26            | 6        |
| Manchester United        | 1964–65          | 41            | 10        | 7             | 2     | –             | –        | 11              | 2               | 0             | 0     | 59            | 14       |
| Manchester United        | 1965–66          | 31            | 9         | 5             | 3     | –             | –        | 6               | 4               | 1             | 1     | 43            | 17       |
| Manchester United        | 1966–67          | 42            | 10        | 2             | 0     | 1             | 0        | –               | –               | 0             | 0     | 45            | 10       |
| Manchester United        | 1967–68          | 41            | 28        | 2             | 1     | –             | –        | 9               | 3               | 1             | 0     | 53            | 32       |
| Manchester United        | 1968–69          | 41            | 19        | 6             | 1     | –             | –        | 6               | 2               | 2             | 0     | 55            | 22       |
| Manchester United        | 1969–70          | 37            | 15        | 8             | 6     | 8             | 2        | –               | –               | 0             | 0     | 53            | 23       |
| Manchester United        | 1970–71          | 40            | 18        | 2             | 1     | 6             | 2        | –               | –               | 3             | 1     | 51            | 22       |
| Manchester United        | 1971–72          | 40            | 18        | 7             | 5     | 6             | 3        | –               | –               | 1             | 1     | 54            | 27       |
| Manchester United        | 1972–73          | 19            | 4         | 0             | 0     | 4             | 2        | –               | –               | 0             | 0     | 23            | 6        |
| Manchester United        | 1973–74          | 12            | 2         | 0             | 0     | 0             | 0        | –               | –               | 0             | 0     | 12            | 2        |
| Manchester United        | Összesen         | 361           | 137       | 46            | 21    | 25            | 9        | 34              | 11              | 8             | 3     | 474           | 181      |
| Stockport County         | 1975–76          | 3             | 2         | 0             | 0     | 0             | 0        | –               | –               | –             | –     | 3             | 2        |
| Cork Celtic              | 1975–76          | 3             | 0         | 0             | 0     | 0             | 0        | –               | –               | –             | –     | 3             | 0        |
| Los Angeles Aztecs       | 1976             | 23            | 15        | –             | –     | –             | –        | –               | –               | 1             | 0     | 24            | 15       |
| Fulham                   | 1976–77          | 32            | 6         | 2             | 0     | 3             | 2        | –               | –               | –             | –     | 37            | 8        |
| Fulham                   | 1977–78          | 10            | 2         | 0             | 0     | 0             | 0        | –               | –               | –             | –     | 10            | 2        |
| Fulham                   | Összesen         | 42            | 8         | 2             | 0     | 3             | 2        | –               | –               | –             | –     | 47            | 10       |
| Los Angeles Aztecs       | 1977             | 20            | 11        | –             | –     | –             | –        | –               | –               | 5             | 2     | 25            | 13       |
| Los Angeles Aztecs       | 1978             | 12            | 1         | –             | –     | –             | –        | –               | –               | –             | –     | 12            | 1        |
| Los Angeles Aztecs       | Összesen         | 32            | 12        | –             | –     | –             | –        | –               | –               | 5             | 2     | 37            | 14       |
| Fort Lauderdale Strikers | 1978             | 9             | 4         | –             | –     | –             | –        | –               | –               | 5             | 1     | 14            | 5        |
| Fort Lauderdale Strikers | 1979             | 19            | 2         | –             | –     | –             | –        | –               | –               | –             | –     | 19            | 2        |
| Fort Lauderdale Strikers | Összesen         | 28            | 6         | –             | –     | –             | –        | –               | –               | 5             | 1     | 33            | 7        |
| Hibernian                | 1979–80          | 13            | 3         | 3             | 0     | 0             | 0        | –               | –               | –             | –     | 16            | 3        |
| Hibernian                | 1980–81          | 4             | 0         | 0             | 0     | 2             | 0        | –               | –               | –             | –     | 6             | 0        |
| Hibernian                | Összesen         | 17            | 3         | 3             | 0     | 2             | 0        | –               | –               | –             | –     | 22            | 3        |
| San Jose Earthquakes     | 1980             | 26            | 8         | –             | –     | –             | –        | –               | –               | –             | –     | 26            | 8        |
| San Jose Earthquakes     | 1981             | 30            | 13        | –             | –     | –             | –        | –               | –               | –             | –     | 30            | 13       |
| San Jose Earthquakes     | Összesen         | 56            | 21        | –             | –     | –             | –        | –               | –               | –             | –     | 56            | 21       |
| Bournemouth              | 1982–83          | 5             | 0         | 0             | 0     | 0             | 0        | –               | –               | –             | –     | 5             | 0        |
| Brisbane Lions           | 1983             | 4             | 0         | 0             | 0     | –             | –        | –               | –               | –             | –     | 4             | 0        |
| Tobermore United         | 1983–84          | 0             | 0         | 1             | 0     | –             | –        | –               | –               | –             | –     | 1             | 0        |
| Karrier összesen         | Karrier összesen | 574           | 204       | 52            | 21    | 30            | 11       | 34              | 11              | 19            | 6     | 709           | 253      |

| Észak-Írország | Észak-Írország | Észak-Írország |
| Év             | Pályára lépés  | Gólok          |
| -------------- | -------------- | -------------- |
| 1964           | 6              | 2              |
| 1965           | 6              | 1              |
| 1966           | 1              | 0              |
| 1967           | 1              | 0              |
| 1968           | 1              | 1              |
| 1969           | 4              | 0              |
| 1970           | 4              | 1              |
| 1971           | 6              | 4              |
| 1972           | 2              | 0              |
| 1973           | 1              | 0              |
| 1974           | 0              | 0              |
| 1975           | 0              | 0              |
| 1976           | 2              | 0              |
| 1977           | 3              | 0              |
| Összesen       | 37             | 9              |

## Sikerei, díja
Manchester United
- FA Youth Cup: 1964
- Angol bajnok: 1964-65, 1966-67
- Charity Shield-győztes: 1965, 1967
- Bajnokcsapatok Európa-kupája-győztes: 1968

Egyéni
- Aranylabda: 1968
- Angol bajnokság gólkirálya: 1967-1968
- Az év angol labdarúgója (PFA): 1967-68
- FIFA 100
- A 20. század legjobb labdarúgója választás 8. hely[83]
- A brit labdarúgók halhatatlanjainak tagja (Hall of Fame): 2002
- Golden Foot: 2005

## Bibliográfia
- George Best, Ross Benson: The Good, The Bad and The Bubbly első kiadás: Pan Macmillan, 1991, ISBN 9780330321464
- George Best, Joe Lovejoy: Bestie. A Portrait Of A Legend, első kiadás: Sidgwick & Jackson Ltd, 1998, ISBN 9780283063138
- George Best: Blessed: The Autobiography, első kiadás: Ebury Press, 2001, ISBN 9780091884703
- George Best: Scoring at Half Time, Ebury Press, 2003, ISBN 9780091889272
- George Best, Harry Harris: Hard Tackles and Dirty Baths, Ebury Press, 2005, ISBN 9780091906085
- George Best, Bernie Smith, Maureen Hunt: A Celebration, első kiadás: John Blake, 2007, ISBN 978-1844544554

## George Best: The Movie
2000-ben Best, 2015-ben pedig George Best:The Movie címmel készítettek filmet az életéről. Előbbi alkotás inkább játékos pályafutására, míg az újabb, John-Paul Davidson által rendezett film Best pályán kívüli életét mutatja be. A film bemutatóját 2016-ra, Londonba tervezték, végül 2017. február 27-én mutatták be.